# Nassarius gregarius
Nassarius gregarius is een slakkensoort uit de familie van de Nassariidae. De wetenschappelijke naam van de soort is voor het eerst geldig gepubliceerd in 1928 door Grabau & King.